# Lindigia plagiata
Lindigia plagiata är en tvåvingeart som först beskrevs av Ignaz Rudolph Schiner 1868.  Lindigia plagiata ingår i släktet Lindigia och familjen parasitflugor. Inga underarter finns listade i Catalogue of Life.